# Клеменсон, Хайнц
Хайнц Клеменсон (нем. Heinz Clémençon (род. 5 июня 1935, Биль) — швейцарский учёный, миколог, альголог.

## Биография
Хайнц Клеменсон родился 5 июня 1935 года в Биле, Швейцария, в родном городе окончил начальную и среднюю школу. В 1955—1964 годах учился в Бернском университете, где изучал зоологию, ботанику, химию и медицинскую бактериологию. В 1964 году защитил диссертацию по физиологии зелёных водорослей и получил учёную степень доктора философии.
В 1964—1966 годах проходил стажировку в Иллинойсском университете в Урбане и Шампейне (США), изучал физиологию биолюминесценции фотобактерий и динофлагеллят. В 1966—1968 переезжает в Колумбию, штат Миссури и становится ассистент-профессором на кафедре фикологии Университета Миссури, а также ведёт летние студенческие практики по микологии на биостанции Мичиганского университета в Пеллстоне.
В 1968 году Клеменсон вернулся в Швейцарию и стал экстраординарным профессором криптогамной ботаники в Лозаннском университете, в 1977 году получил звание ординарного профессора.
В 1988/1989 годах провёл 6 месяцев в Японии, в Университете Сига, где изучал местные агариковые и болетовые грибы.
В 1983—2000 годах — директор кафедры ботаники Лозаннского университета.

## Вклад в науку
Основной вклад Х. Клеменсона сделан в области цитологии, плектологии, таксономии и биологии развития гименомицетов, также им разработаны методики оптического и электронного микроскопирования и микротомирования.
В 1997 году вышла из печати монография «Anatomie der Hymenomyceten», в 2004 работа была издана на английском языке под названием «Cytology and Plectology of the Hymenomycetes» (Цитология и плектология гименоицетов). В создании английского варианта принимали участие супруги В. и Э. Эммет. В этом труде обобщаются научные данные, полученные за 20 лет после выхода энциклопедического издания М. Локена «Mycologie générale et structurale», 1984 («Общая и структурная микология»). В отзывах книга отмечается как монография, требующая критического изучения, но одновременно являющаяся качественным учебным пособием.